# Коллигативные свойства растворов
Коллигативные свойства растворов — это свойства растворов, обусловленные только самопроизвольным движением молекул, то есть они определяются не химическим составом, а числом кинетических единиц — молекул в единице объёма или массы. К таким коллигативным свойствам относятся:
- Понижение упругости растворителя над раствором,
- Повышение температуры кипения растворов (в сравнении с чистыми растворителями),
- Понижение температуры замерзания растворов (в сравнении с чистыми растворителями),
- Возникновение осмотического давления .

## Законы Рауля

### Первый закон Рауля
Пар, находящийся в равновесии с жидкостью, называют насыщенным. Давление такого пара над чистым растворителем (p0) называют давлением или упругостью насыщенного пара чистого растворителя.
В 1886 (1887) году Ф. М. Рауль сформулировал закон:
Давление насыщенного пара раствора, содержащего нелетучее растворенное вещество, прямо пропорционально мольной доле растворителя в данном растворе:
p = p0 · χр-ль, где
p — давление пара над раствором, Па;
p0 — давление пара над чистым растворителем;
χр-ль —— мольная доля растворителя.
Для растворов электролитов используют несколько другую форму уравнения, позволяющую добавить в неё изотонический коэффициент:

Δp = i · p0 · χв-ва, где
Δp — собственно изменение давления по сравнению с чистым растворителем;
χв-ва — мольная доля вещества в растворе.

### Второй закон Рауля
Также Рауль экспериментально доказал, что
относительное понижение давления насыщенного пара растворителя (p0) над раствором (p) нелетучего неэлектролита пропорционально мольной доле (X) растворённого вещества:
p0 – p/p0 = X (в-ва)

Следствия закона Рауля:
Любая жидкость закипает, когда давление пара становится равным атмосферному давлению.
Замерзает раствор, когда давление водяного пара над раствором становится равным давлению пара над твёрдым растворителем — льдом.

Растворы кипят при более высоких температурах
ΔTкип. = Tкип.(р-ра) – Tкип.(р-ля),
а замерзают при более низких,
ΔTзам. = Tзам.(р-ра) – Tзам.(р-ля).

Понижение Tзам. и повышение Tкип. растворов пропорционально моляльности раствора:
ΔTзам. = Kкр. × mc,
ΔTкип. = Kэб. × mc,

Kкр.  — криоскопическая постоянная,
Kэб. — эбулиоскопическая постоянная,
mc. — моляльность раствора (моль/кг).

Для H2O:
Ккр. = 1,86 кг × град/моль,
Кэб. = 0,52 кг × град/моль.

## Осмотическое давление
Осмотическое давление — это минимальное гидростатическое давление, которое надо приложить к раствору, чтобы предотвратить осмос.
Рассмотрим ситуацию, при которой частично проницаемая мембрана (то есть, такая, через которую могут проходить лишь мелкие объекты, например, молекулы растворителя, но не крупные — например, молекулы растворённого вещества) разделяет чистый растворитель и раствор (или два раствора с разными концентрациями). Тогда молекулы растворителя находятся практически в равных физических условиях по обе стороны мембраны, однако в более насыщенном растворе некоего вещества их концентрация, разумеется, меньше, чем в более разбавленном (в котором меньше места в растворе занимают молекулы растворённого вещества). Следовательно, со стороны менее насыщенного раствора через мембрану диффундирует большее число молекул, чем с противоположной стороны. А это значит, что растворитель попросту переходит из менее насыщенного раствора в более насыщенный, разбавляя его (выравнивая концентрации обоих растворов) и создавая давление на мембрану.
В медицинской практике применяются изотонические растворы. Это растворы, осмотическое давление которых равно π (плазмы) (0,9% NaCl — физраствор, 5% раствор глюкозы). 
Определить осмотическое давление раствора можно по формуле, полученной в 1886 году Я. Х. Вант-Гоффом:

π = i · CMв-ва · R · T , [кПа] где

i — изотонический коэффициент;
CMв-ва — молярная концентрация раствора, выражаемая в моль/л;
R — универсальная газовая постоянная (8,31 Дж/моль·К);
T — температура (К).